# Jamesdicksonia brizae
Jamesdicksonia brizae är en svampart som först beskrevs av Unamuno & Cif., och fick sitt nu gällande namn av Piatek & Vánky 2006. Jamesdicksonia brizae ingår i släktet Jamesdicksonia och familjen Georgefischeriaceae.   Inga underarter finns listade i Catalogue of Life.